# Monte Redondo (Chiapas)
Monte Redondo es una localidad del estado mexicano de Chiapas. Es parte del municipio de Frontera Comalapa.

## Demografía
| Gráfica de evolución demográfica |
|                                  |

| Censo | Población |
| ----- | --------- |
| 1940  | 368       |
| 1950  | 503       |
| 1960  | 606       |
| 1970  | 608       |
| 1980  | 773       |
| 1990  | 1 053     |
| 2000  | 1 036     |
| 2010  | 1 183     |
| 2020  | 1 379     |